# Khartum

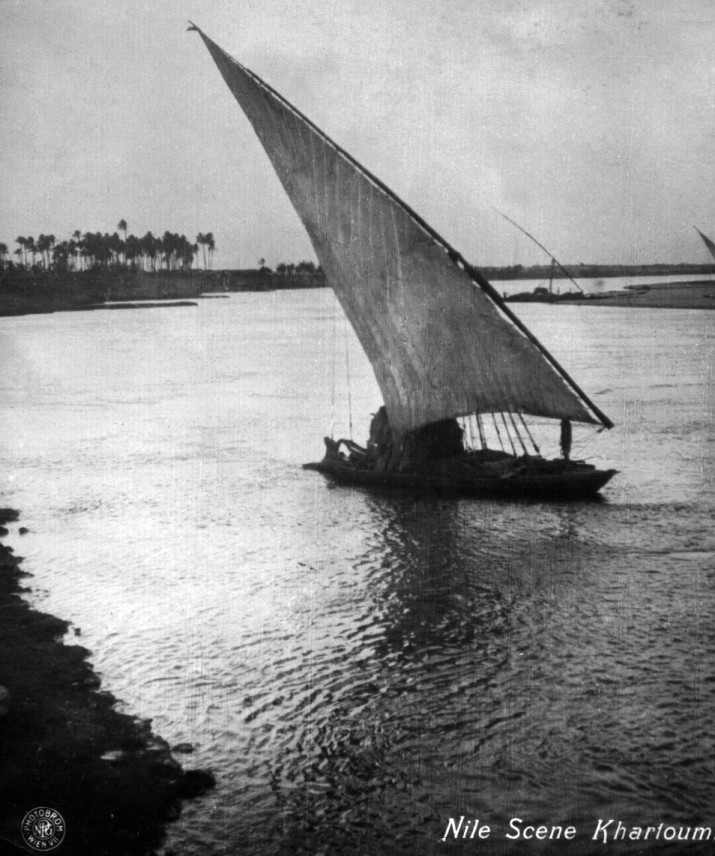
El Nil a Khartum

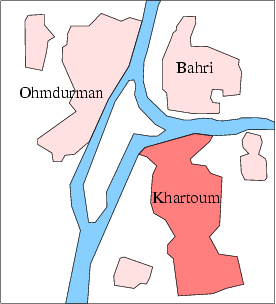
Regió de Khartum

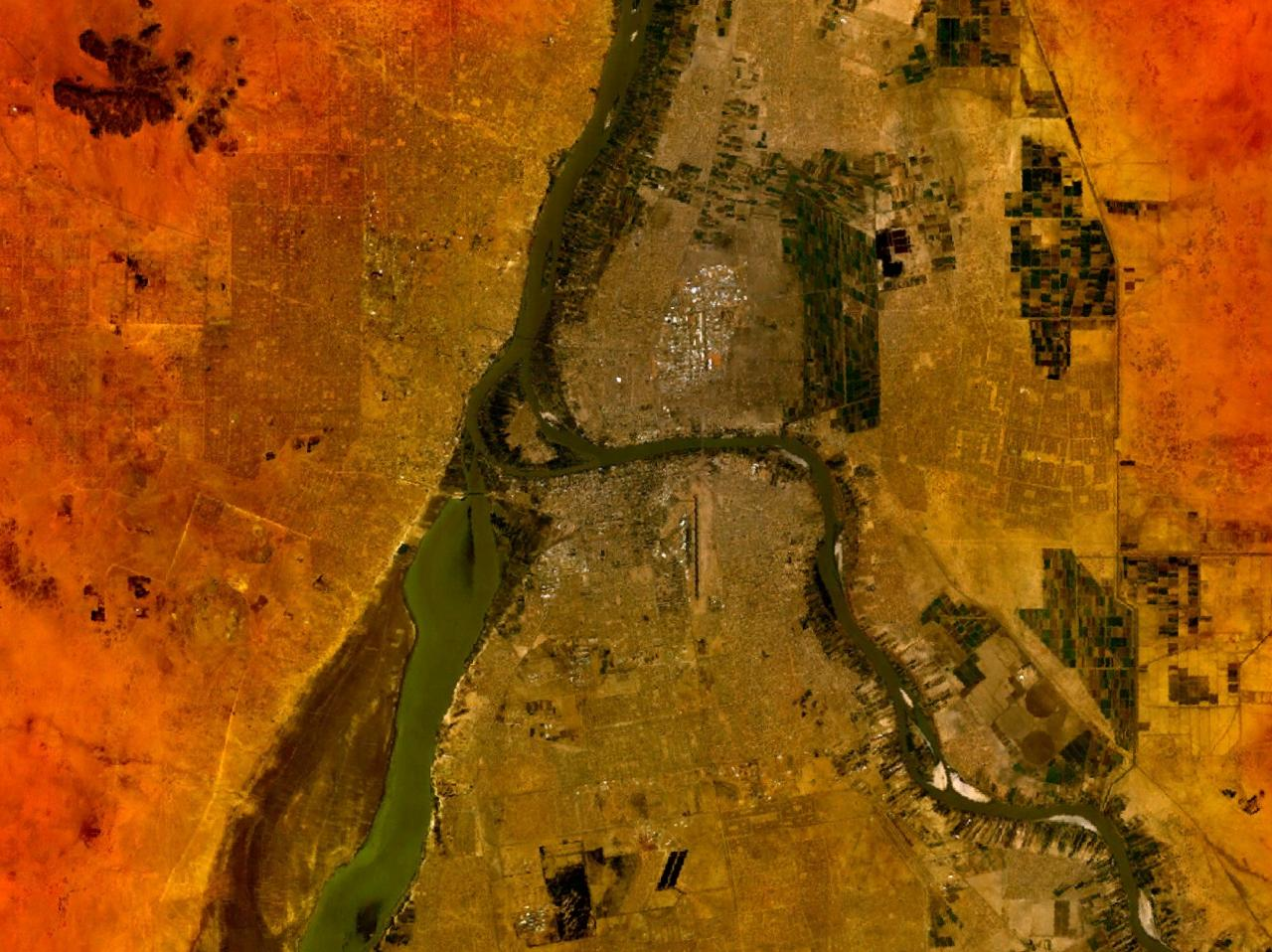
Vista aèria de Khartum

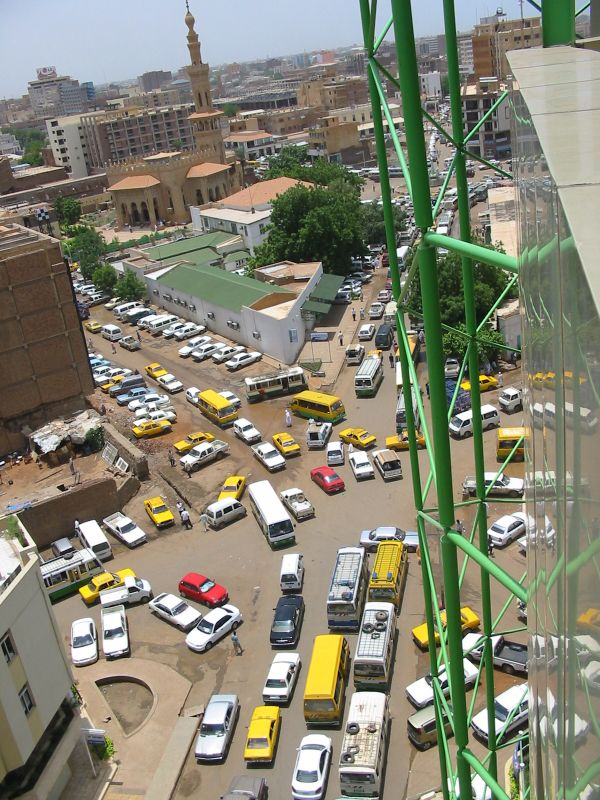
Circulació als carrers de Khartum

Khartum (àrab: الخرطوم, al-Ḫarṭūm) és la capital del Sudan i de la wilaya d' Al-Khartum, una de les 26 wilayes del país. Té una població de més d'un milió i mig d'habitants (quatre milions i mig comptant el suburbi d'Umm Durman (Omdurman), junt amb el qual i Khartum North (Bahri), forma la conurbació anomenada «Les Tres Viles». Està situada a la unió del Nil Blanc i el Nil Blau. El seu nom deriva de la forma del terreny que recorda la trompa d'un elefant (khurtum).
La wilaya d'Al-Khartum té 28.160 km² i cinc milions d'habitants. La regió disposa de jaciments de sal. La indústria, poc desenvolupada, es concentra a la capital. A la resta de la wilaya, només s'hi desenvolupen activitats agrícoles.
La ciutat té un port fluvial, aeroport internacional, universitats (la de Khartum fundada el 1956, i una branca de la Universitat del Caire fundada el 1955).

## Etimologia
L'origen de la paraula Khartum és incert. Una etimologia popular és que es deriva de l'àrab khurṭūm (خرطوم, tronc o mànega), probablement referint-se a l'estreta franja de terra que s'estén entre el Nil Blau i el Nil Blanc. Els estudiosos postulen que el nom deriva de les paraules dinka khar-tuom (dialecte Dinka-Bor) o khier-tuom (com és la pronunciació en diversos dialectes Dinka), que es tradueix a lloc on es troben els rius. Això té el suport de relats històrics que situen la pàtria dinka al Sudan central (al voltant de l'actual Khartum) tan recentment com els segles XIII-XVII dC.
El capità JA Grant, que va arribar a Khartum el 1863 amb l'expedició del capità Speke, va pensar que el nom era probablement de l'àrab qurtum (قرطم, càrtam, és a dir, Carthamus tinctorius), que es conreava àmpliament a Egipte perquè el seu oli fos utilitzat com a combustible. Alguns estudiosos especulen que la paraula deriva de la paraula nubia Agartum, que significa "la residència d'Atum ", sent Atum el déu nubi i egipci de la creació. Altres estudiosos de Beja suggereixen que Khartum deriva de la paraula Beja hartoom, reunió. El sociòleg Vincent J. Donovan assenyala que en la llengua nilòtica maa del poble massai, khartoum significa hem adquirit i que la ubicació geogràfica de Khartum és on la tradició oral massai afirma que els avantpassats dels massai van adquirir bestiar per primera vegada.

## Geografia

Khartum (centre) és a prop del centre del sistema fluvial del Nil

Khartum es troba a la confluència del Nil Blau i el Nil Blanc.
Khartum és relativament pla, a la cota 385 m, mentre el Nil flueix al nord-est després d'Omdurman fins a Xendi, a l'alçada de 364 m uns 163 km lluny.

## Clima
Khartum presenta un clima desèrtic càlid (classificació climàtica de Köppen BWh) amb una estació seca que es produeix durant l'hivern, típica de la zona saharo-saheliana, que marca el pas progressiu entre les vastes zones àrides del desert del Sàhara i les grans zones semi-àrides. El clima és extremadament sec durant la major part de l'any, amb uns vuit mesos en què la mitjana de pluja és inferior a 5 mm. L'estació seca molt llarga es divideix en una estació càlida i molt seca entre novembre i febrer, així com una estació seca i molt calorosa entre març i maig. Durant aquesta part de l'any, els vents alisis continentals secs i calorosos dels deserts, com l'harmattan, escombren la regió; el temps és estable i molt sec.
L'estació plujosa, molt irregular, molt breu, dura aproximadament 1 mes ja que el màxim de pluges es registra a l'agost, amb uns 48 mm. L'època de pluges es caracteritza per un revés estacional dels règims de vent, quan la Zona de convergència intertropical va cap al nord. La pluviometria mitjana anual és molt baixa, amb només 121,3 mm de precipitació. Khartum registra una mitjana de sis dies amb 10 mm o més i 19 dies amb 1 mm o més de pluja. Les temperatures més altes es donen durant dos períodes de l'any: el primer al final de l'estació seca, quan les temperatures altes mitjanes superen constantment 40 °C d'abril a juny, i el segon a principis de l'estació seca, quan les temperatures altes mitjanes superen els 39 °C al setembre i octubre. Les temperatures es refreden una mica durant la nit, amb la temperatura baixa mitjana més baixa de l'any a Khartum, al gener, una mica per sobre dels 15 °C. Khartum és una de les ciutats més calentes de la Terra, amb temperatures mitjanes anuals que ronden 30 °C. La ciutat també té hiverns molt càlids. En cap mes la temperatura mitjana mensual alta baixa per sota dels 30 °C. Això és una cosa que no es veu a altres grans ciutats amb climes càlids desèrtics, com Riad, Bagdad i Phoenix.

## Història
Era un poblet on residia un santó i, quan hi van arribar les forces egípcies de Muhammad Ali el 1821, el van escollir com a punt militar per al control del Sudan. El 1824, fou declarada capital administrativa i quarter general dels territoris egipcis al Sudan conquerits pel governador Uthman Bey Djarkas.
Amb l'extensió del domini egipci, l'obertura d'una sortida al Nil equatorial i Bahr al-Ghazal, va esdevenir una vila important i pròspera habitada per una població variada amb europeus (cònsols, missioners, comerciants), àrabs de diferents llocs i negres d'ètnies diverses.
Charles George Gordon, com a governador general, la va engrandir. L'octubre del 1884, fou assetjada i conquerida (26 de gener del 1885) per Muhàmmad Àhmad (Gordon va morir en la lluita en defensa de la ciutat). El nou senyor es va establir a Umm Durman (Omdurman) a la riba esquerra del Nil i Khartum fou abandonada, excepte l'arsenal (al-tarsana) i els jardins.
Després de la derrota del khalifa Abdullahi (Abd Allah ben Muhammad al Taaishi), successor del Mahdí, a Karari prop d'Omdurman (2 de setembre del 1898) fou reconquerida per Lord Horatio Kitchener, sardar i governador general, el mateix 1898. Es va reconstruir i va ser la capital del protectorat angloegipci del Sudan des del 1899, tot i que Omdurman era més gran i tenia més habitants.
En proclamar-se la independència, fou declarada capital del Sudan (1956).

## Demografia
| Curs                    | Població  | Població           |
| Curs                    | ciutat    | àrea metropolitana |
| ----------------------- | --------- | ------------------ |
| 1859                    | 30.000    | na                 |
| 1907                    | 69.349    | na                 |
| 1956                    | 93.100    | 245.800            |
| 1973                    | 333.906   | 748.300            |
| 1983                    | 476.218   | 1.340.646          |
| 1993                    | 947.483   | 2.919.773          |
| Cens preliminar de 2008 | 3.639.598 | 5.274.321          |

Gairebé 250.000 sirians vivien a Khartum a partir del 2019, i representaven el 5% de la població total de la ciutat. La majoria són homes joves que han fugit de la guerra a Síria. El Sudan va ser l'únic país del món que va acceptar viatgers amb passaport sirià i sense visat.

## Transport
L'aeroport internacional de Khartum és la instal·lació aeroportuària més gran del país. És l'hub principal de Sudan Airways, la línia aèria nacional. Va ser construït al sud de la ciutat, però amb el ràpid creixement urbanístic ha quedat envoltat d'edificis. Actualment, s'està construint un aeroport internacional nou a la ciutat d'Omdurman, que ha de substituir la infraestructura actual. A més, la ciutat té un port fluvial.

### Ponts
Ponts sobre el Nil Blau enllaçant Khartum amb Khartum Nord:
- Mac Nimir[23]
- Blue Nile Road & Railway Bridge[24]
- Cooper[25][26]
- Al Mansheiya[27]

Ponts sobre el Nil Blanc, enllaçant Khartum amb Omdurman:
- Omdurman[28][29]
- Victory[30][31]
- Al-Dabbasin[32]

Ponts amb l'illa Tuti:
- Tuti[33]
- Tuti Nord[34][35][36]